# Hoya longifolia
Hoya longifolia ist eine Pflanzenart der Gattung der Wachsblumen (Hoya) aus der Unterfamilie der Seidenpflanzengewächse (Asclepiadoideae). 

## Merkmale
Hoya longifolia ist eine ausdauernde, epiphytische oder auch epilithische Pflanze mit kletternd-windenden Trieben. Sie sind verzweigt, die Seitentriebe hängen nach unten. Die Triebe werden bis etwa 3 m lang und sind kahl oder flaumig behaart. Die Blätter sind gestielt, die dicken Blattstiele werden 8 bis 13 mm lang. Blattspreiten sind schmal lanzettlich bis linealisch, 5 bis 20 cm lang und 1,2 bis 2,6 cm breit. Die Unterseite ist konvex gewölbt, die Oberseite weist eine Längsfurche auf. Sie sind dickfleischig, dunkelgrün mit glänzender Oberseite und etwas hellerer Unterseite. Der Apex ist lang zugespitzt, die Basis ist schmal spitz oder gerundet. Die Blattnervatur ist kaum sichtbar.
Die doldenförmigen Blütenstände entwickeln sich extraxilliar und enthalten bis etwa 12 Blüten. Die Oberfläche des Blütenstandes ist konvex gewölbt. Die dicken und kahlen Blütenstandsstiele sind 1,2 bis 5 cm lang. Die Blütenstiele sind 1,2 bis 2,6 cm lang. Die Kelchblätter sind eiförmig, 1 bis 1,5 mm lang; sie sind kahl und laufen spitz zu. Die weißliche, auch leicht pink getönte Blütenkrone ist sternförmig ausgebreitet und hat einen Durchmesser von 1 bis 2,5 cm. Die Kronblattzipfel sind dreieckig. Sie sind innen flaumig behaart, die Ränder sind mit Wimpern besetzt. Die Nebenkrone ist cremefarben bis leicht rötlich. Die Zipfel sind verkehrt breit eiförmig, in der Mitte etwas eingedrückt und außen konvex gewölbt. Der äußere Fortsatz ist breit rund, und schwach aufsteigend, der innere Fortsatz spitz und aufsteigend. Die spindelförmige, außen glatte Balgfrucht ist 10 bis 30 cm lang und misst im Querschnitt 0,5 bis 0,8 cm. Der Same ist eiförmig, 1 bis 3 mm lang mit einem 1,2 bis 1,5 cm langen Haarbüschel.
Am Naturstandort in Yunnan (China) blüht die Art im Juli/August. 2n = 22.

## Ähnliche Art
Blattform und Blattgröße von Hoya longifolia variieren erheblich, auch die Größe der Blütenkrone ist variabel. Nach Wanntorp et al. (2011) bildet Hoya longifolia zusammen mit Hoya thomsonii, Hoya serpens und Hoya polyneura ein kleines Monophylum, wobei Hoya serpens die mutmaßliche Schwesterart ist.

## Geographische Verbreitung und Habitat
Das Verbreitungsgebiet der Art erstreckt sich von Kaschmir über Bhutan, Nepal, Nordindien (Uttar Pradesh, Sikkim, Westbengalen, Assam, Meghalaya, Tripura, Nagaland, Manipur, Mizoram), Myanmar, Thailand, die Nicobaren bis nach Yunnan (China). In Yunnan wächst die Art in subtropischen Bergwäldern in 1400 bis 2400 m über Meereshöhe. Kloppenburg & Wayman geben eine Höhenverbreitung von 1000 bis 4500 Fuß (rd. 300 bis 1570 m) an.

## Taxonomie
Das Taxon Hoya longifolia wurde 1834 von Robert Wight aufgestellt, basierend auf Material gesammelt von Nathaniel Wallich bei Mussooree (Uttar Pradesh). Die Herbarbelege werden im Herbarium von Kew Gardens (K000873074) und im Herbarium des Royal Botanic Garden Edinburgh aufbewahrt.